# Вест-Юніон (Міннесота)
Вест-Юніон (англ. West Union) — місто (англ. city) в США, в окрузі Тодд штату Міннесота. Населення — 92 особи (2020).

## Географія
Вест-Юніон розташований за координатами 45°48′11″ пн. ш. 95°5′1″ зх. д. / 45.80306° пн. ш. 95.08361° зх. д. (45.802987, -95.083637).  За даними Бюро перепису населення США в 2010 році місто мало площу 1,09 км², уся площа — суходіл.

## Демографія
Згідно з переписом 2010 року, у місті мешкало 111 особа в 42 домогосподарствах у складі 31 родини. Густота населення становила 101 особа/км².  Було 43 помешкання (39/км²).
Расовий склад населення:
| - 99,1 % — білих |

До двох чи більше рас належало 0,9 %. Частка іспаномовних становила 0,0 % від усіх жителів.
За віковим діапазоном населення розподілялося таким чином: 24,3 % — особи молодші 18 років, 66,7 % — особи у віці 18—64 років, 9,0 % — особи у віці 65 років та старші. Медіана віку мешканця становила 35,8 року. На 100 осіб жіночої статі у місті припадало 105,6 чоловіків;  на 100 жінок у віці від 18 років та старших — 140,0 чоловіків також старших 18 років.
Середній дохід на одне домашнє господарство  становив 75 133 долари США (медіана — 63 750), а середній дохід на одну сім'ю — 78 795 доларів (медіана — 67 708). 
Цивільне працевлаштоване населення становило 73 особи. Основні галузі зайнятості: виробництво — 20,5 %, роздрібна торгівля — 17,8 %, сільське господарство, лісництво, риболовля — 17,8 %.